# Кунашир
Кунаши́р (айн. Кунашири — Чёрный остров, яп.  国後島 Кунасири-то) — самый южный остров Большой гряды Курильских островов. Согласно федеративному устройству России входит в Сахалинскую область в составе Южно-Курильского района в рамках административно-территориального устройства области и в составе Южно-Курильского городского округа в рамках муниципального устройства в области. Принадлежность острова России оспаривает Япония, которая рассматривает его как часть своего округа Нэмуро префектуры Хоккайдо.

## Этимология
Название происходит от айнского Кунашири, Kunashiri, где kuna — «чёрный», а shiri — «остров», то есть «чёрный остров», и указывает на природу острова — темнохвойные леса, тёмные почвы и сумрачный облик шлакового конуса самого высокого вулкана Тятя. Помимо Тяти на острове находятся ещё три более низких действующих вулкана.

## История
Коренными жителями Кунашира были айны. На поселении Серноводское (ныне урочище Серноводск, см.ниже) на острове Кунашир найдена украшенная оттиском толстого шнура керамика, возрастом не менее 5 тысяч лет, характерная для раннего и среднего неолита острова Хоккайдо.
В 1643 году район Южных Курил обследовала голландская экспедиция Маартена Де Фриза, по итогам которой были составлены карты и описаны открытые мореходами земли, среди которых угадываются и Итуруп, и Кунашир, и другие острова Южных Курил. Кунашир вместе с Итурупом был голландцами по ошибке принят за продолжение острова Хоккайдо.
Во времена российских «описей» второй половины XVIII — начала XIX века остров также имел номерное обозначение в составе Курильской гряды — Двадцать первый.

## География
Остров вытянут с северо-востока на юго-запад на 123 км, ширина составляет от 7 до 30 км. Его южная часть заканчивается узким песчаным полуостровом Весловским длиной до 8,5 км, северная — полуостровом Ловцова, близ которого расположен небольшой остров-спутник Пико (44°27′34″ с. ш. 146°35′01″ в. д.). Общая площадь — 1490 км². Длина береговой линии достигает 343,4 км.
Кунашир отделён проливом Екатерины от острова Итуруп, расположенного в 22 км северо-восточнее; Кунаширским проливом (Немуро) от полуострова Сиретоко (о. Хоккайдо), расположенного в 25 км к западу; проливом Измены от п-ова Ноцуке (о. Хоккайдо), расположенного в 16 км к юго-западу. К юго-востоку от острова расположена Малая Курильская гряда (в частности, остров Шикотан в 57 км), отделённая от него Южно-Курильским проливом. С острова виден полуостров Сиретоко японского острова Хоккайдо.
Геологическая история острова Кунашир тесно связана с вулканической деятельностью. Раскол земной коры и излияние магмы произошли на грани третичного и четвертичного периодов. Здесь имеются четыре действующих вулкана:
- Тятя (1819 м)
- Руруй (1485 м)
- Менделеева (886 м)
- Головнина (541 м).

В строении острова принимали участие вулканические породы (андезиты, базальты), вулканические пеплы, а также осадочные отложения (сланцы, пески, галечники, ракушечники и т. п.). Большое распространение имеют вулканические туфы, которые состоят из скопления округлых вулканических бомб или угловатых обломков горных пород, сцементированных пеплом. При выветривании бомбовых туфов они распадаются на округлые валуны различного диаметра. Следы выветривания можно наблюдать на побережье острова. Особенно интересные выветривания столбчатой отдельности излившихся пород имеются в памятнике природы на юге острова близ пос. Третьяково (мыс Столбчатый).
Строением Кунашир напоминает соседний Итуруп и состоит из трёх горных массивов. Три невысоких перешейка разделяют остров на 4 довольно разнородные по своему рельефу и климату части, соединённые низменными перемычками — бывшими проливами; их остатками являются лагунные озёра. При этом относительно равнинные участки занимают небольшую площадь и расположены они преимущественно в южной части острова. В северной половине острова располагается хребет Докучаева.
Общий характер рельефа острова Кунашир горный, абсолютные высоты от 2—5 м на низменных перешейках до 25—250 на морских террасах и до 550—1800 м на вершинах отдельных вулканов и горных хребтов. Высочайшая вершина — вулкан Тятя (1819 м) с правильным усечённым конусом, увенчанным широким кратером. Этот красивый высокий вулкан расположен в северо-восточной части острова и является его символом. Существенную роль в облике рельефа острова играют морские террасы различной высоты, окаймляющие остров.
В кальдере вулкана Головнина расположены озёра Кипящее и Горячее. На берегах озера Кипящего и в самом озере − многочисленные фумаролы. На острове множество горячих источников вулканического происхождения. В основном они сосредоточены на склонах вулкана Менделеева, где большинство из них служат обустроенными (Горячий Пляж) или «дикими» (Кислый ручей, Росинка) местами отдыха. Там же находится фумарольное поле, а также геотермальная теплоэлектростанция. Отдельные источники встречаются на охотском (Алёхино, Третьяково, 17-й километр, Рудное) и тихоокеанском (Чайка) побережьях.

### Урочища
Многие заброшенные населённые пункты острова сохраняются на его картах в качестве урочищ. Например, урочище Серноводск, расположенное на тихоокеанской стороне Серноводского перешейка Кунашира, к юго-востоку от озера Песчаного; урочище Тятино, что на тихоокеанском берегу в устье реки Тятина; урочище Урвитово на северном конце Кунашира; в южной части Кунашира — урочище Грозовое на охотоморской стороне (побережье Кунаширского пролива) и урочище Полино в глубине острова (к северо-востоку от Дубового) и т. д.

### Реки и озёра
Реки Кунашира, как и везде на Курилах, довольно короткие. Однако из-за обильных осадков речная сеть густа, местные реки никогда не пересыхают и остров не испытывает недостатка в пресной воде. Самая длинная река — Тятина, берущая начало у вулкана Тятя. Выделяются также реки: Рикорда, Белозёрская, Богаевского, Тюрина, Власова, Серединка, Третьякова, Андреевка, Лесная, Саратовская, Серебрянка и многие другие. Озёра преимущественно лагунные (Песчаное, Валентины) и кальдерные (Горячее). На юге острова Кунашир расположено также кипящее озеро Понто (Кипящее), соединённое с Горячим искусственным каналом.

### Заповедник
10 февраля 1984 года создан Государственный природный заповедник «Курильский» (два участка которого расположены на северо-восточном и юго-западном концах острова Кунашир соответственно, а третий — на соседних субархипелагах Малых Курил). На территории заповедника обитает 84 вида животных, включённых в Красную книгу России.

### Климат
Климат острова в целом можно охарактеризовать как умеренный влажный морской, с сильным влиянием окружающих акваторий Охотского моря и Тихого океана, формирующих восточноазиатские муссоны. Охотоморское побережье острова Кунашир (так называемая Охотская сторона) обогревается ветвью течения Куросио — Соя, поэтому лето и зима здесь теплее, чем на тихоокеанском побережье, на которое оказывает охлаждающее влияние холодное Курило-Камчатское течение, или Оясио. Остров расположен на одних широтах с курортами Южного берега Крыма, однако климат Кунашира значительно холоднее крымского, но несколько теплее сахалинского. Для острова в целом характерны холодная затяжная весна; влажное и прохладное лето с туманами (последние более характерны для тихоокеанского побережья); продолжительная, относительно тёплая и сухая осень; довольно мягкая и снежная зима. Отрицательные среднемесячные температуры держатся с декабря по апрель, а ночные заморозки возможны до конца мая. Средняя температура февраля в Южно-Курильске −5,6°С, августа +15,5°С. Среднегодовая температура (+5,2°С) примерно соответствует московской (+5,8 °С), хотя осень и зима здесь теплее, а весна и лето холоднее, чем в Москве. Сумма активных температур по Кунаширу в среднем составляет порядка 1700°С и является максимальной для Курильского архипелага. На юго-западном побережье, частично защищённом от морских ветров хребтом полуострова Сиретоко, климат теплее: средняя температура августа достигает +17°С, а среднегодовая превышает +6°С. Самым тёплым местом Кунашира является долина р. Озёрной, которая вытекает из оз. Горячего. Только здесь расположен единственный большой участок широколиственного леса. Среди необычных природных климатических явлений на Курильских островах летом (обычно со второй половины августа) и осенью отмечаются мощные тропические циклоны (тайфуны), сопровождающиеся обильными дождями (иногда за 2—3 дня выпадает двухмесячная норма осадков) и штормовыми ветрами (порывы до 38 м/с). Район Южных Курил характеризуется большой годовой нормой осадков, в Южно-Курильске в среднем выпадает 1269 мм в год. Большая доля осадков выпадает в тёплую половину года и меньшая — в холодную. Максимум осадков приходится на сентябрь, минимум — на февраль. Наступление реальных сезонов года по сравнению с календарными сроками сдвинуто на 15—30 дней. Почти на месяц позднее наступают весна и лето, на 15—20 дней запаздывают осень и зима. Наиболее благоприятна для посещения острова первая половина августа.

### Флора
Флора Кунашира значительно богаче и разнообразнее, чем на других островах архипелага. Она отражает расположение острова в регионе «снежных субтропиков». Общее число видов высших сосудистых растений здесь достигает 1067 (для сравнения, на Шикотане уже только 663) и постоянно увеличивается (до 1087 видов зарегистрированных к 2011). Леса занимают до 70 % общей площади острова и делятся на три категории: смешанные и широколиственные (с большим участием южных видов), хвойные и горные каменноберёзовые (на высотах от 400 до 800 м). Хвойные леса состоят преимущественно из пихты сахалинской, ели аянской и ели Глена, широколиственные леса — из дуба тонкокудрявого, клёна жёлтого и Майра, ильма лопастного, калопанакса с большим участием деревянистых лиан: актинидии острой и коломикты, лимонника китайского, виноградовника, токсикодендрона, гортензии черешковой, схизофрагмы, винограда Куанье, княжика охотского и др. Во втором ярусе растут вишня сахалинская и яблоня сахалинская, черёмуха ссьори, в подлеске — курильский бамбук, кедровый стланик, вишня курильская, тис остроконечный, бересклет, калина, падубы, рододендроны. Только на Кунашире в России в диком виде встречается магнолия обратнояйцевидная или белоспинная, липа Максимовича, криптомерия японская (предположительно в результате интродукции) и др. Также только здесь произрастает клён японский. Единственное его местонахождение расположено по ручью Пограничному в южной части острова. На острове растёт самое старое дерево Дальнего Востока — тис «Мудрец». Его возраст — более тысячи лет, а диаметр превышает 130 сантиметров. В лесах много грибов.

### Фауна
Фауна Кунашира также заметно богаче, чем на остальных островах гряды. Из млекопитающих здесь обитают бурый медведь, соболь, бурундук, ласка, европейская норка, шикотанская полёвка, когтистая бурозубка, японская мышь, красно-серая полёвка и др. Особенно много птиц — на острове гнездятся вальдшнепы, карликовые дятлы, рыжие воробьи (крайне редко), утка-мандаринка (предположительно), зимородки, японские бекасы, тиссовая синица, японский скворец и др. На Кунашире обитает крупная островная популяция рыбного филина. С 1960-х годов на острове стал гнездиться и большой пегий зимородок, редко встречаются японская белоглазка и японский зелёный голубь. С конца 70-х годов XX века на полуострове Весловский стал гнездиться японский журавль (постоянно здесь присутствует 2 пары), с конца 1990-х — лысуха. Оба вида включены в Красную книгу. На скалах гнездится множество морских птиц.
Амфибий 3 вида — дальневосточная квакша, дальневосточная лягушка и сибирский углозуб. Кунашир — единственный остров Курильской гряды, где обитают рептилии: 3 неядовитыx вида полозов: островной (Elaphe climacophora), японский (Elaphe japonica) и малочешуйчатый (Elaphe quadrivirgata) , восточный щитомордник (найден в 2013 году) и дальневосточный сцинк.
В водах Кунашира обитают тюлени — ларги и антуры, а также сивучи и каланы.
Лежбища ларги, в основном на тихоокеанской стороне острова. Почти все лежбища островного тюленя приурочены к северной части острова с охотоморской стороны ближе к проливу Екатерины, и только одно — с тихоокеанской.
Из китообразных встречаются косатки, малый полосатик, тихоокеанский белобокий дельфин, морская свинья. На острове также обитает табун из не менее чем 17 мустангов (2012).

## Население
По переписи 1930 года на острове проживало 8300 японцев, айнское население к этому времени было либо переселено на Шикотан и Хоккайдо, либо ассимилировано. На острове проживала почти половина гражданского населения довоенных японских Курил (48,8 %). Современное населениe — около 8000 чел. (2007) — сформировалось в ходе обмена с континентальной территорией СССР.

### Населённые пункты
В центральной части острова на берегу Южно-Курильского пролива расположен пгт Южно-Курильск — административный центр Южно-Курильского городского округа. Другие населённые пункты с приблизительными расстояниями от Южно-Курильска в круглых скобках население и год переписи:
- Отрада (142-2010) — 4 км, ранее — центральная усадьба совхоза «Дальний»;
- Лагунное — 7 км, воинская часть (46-й пулап 18-й пулемётно-артиллерийской дивизии);
- Горячий Пляж (?-2010)— 8 км, пограничный отряд, въезд ограничен, геотермальная водолечебница;
- Менделеево (40-2010)— 24 км, аэропорт;
- Дубовое (565-2010)— 50 км;
- Головнино (102-2010)— 54 км.

Нежилые населённые пункты: Сергеевка, Урвитово, Докучаево, Серноводск.

## Транспорт
Честно скажу, что нам очень хотелось, чтобы президент посмотрел, как идет жизнь на островах, там сегодня есть, что показать. Там развивают аэропорты, строят причалы, вертолётные площадки, ведут благоустроительные работы. Начинают приводить в порядок дороги. На островах и Кунашир и Итуруп закуплены два асфальтовых завода. Пройдет ещё несколько лет, и они полностью преобразятся.
Воздушное сообщение осуществляется через аэропорт Менделеево авиакомпанией Аврора с Сахалином — аэропорт Хомутово (рейсы часто откладывают по погодным условиям). Авиакомпания «Тайга» (АО Авиашельф) осуществляет рейсы на вертолетах Ми-8 в Крабозаводское (о. Шикотан).
Морские пассажирские и грузовые перевозки осуществляются на теплоходе «Игорь Фархутдинов», который ходит до порта в Корсакове на Сахалине, а также до островов Итуруп и Шикотан.
12 января 2016 года впервые в истории Южно-Курильского городского округа на острове начал свою работу общественный транспорт: 7 маршрутов автобуса. Все они отходят от пгт Южно-Курильск и обслуживаются автобусами ПАЗ, принадлежащими ООО «Гарантия».

## Режим посещения
Вся территория острова — пограничная зона. Нерезидентам для въезда необходимо получить пропуск в Сахалинском пограничном управлении (г. Южно-Сахалинск). Дополнительно к этому, южная (от р. Серноводка) и северная (от р. Тятинка) части острова − территория заповедника; для туристических поездок необходимо получить пропуск в администрации заповедника в Южно-Курильске.

## Экономика
Для того, чтобы социальные стандарты на островах соответствовали российским, конечно, необходимо, чтобы услуги, которые получают граждане в этом удалённом уголке нашей страны, приближались к возможностям, которые существуют и в Сахалинской области, в частности, и в стране в целом.
Основная отрасль — добыча и переработка рыбы.
На острове действует Менделеевская ГеоТЭС, которая обеспечивает теплом и электричеством остров. В период до 2016 года на островах Итуруп и Кунашир также будут построены около 150 военных объектов, включающих в себя автономные военные городки с развитой социальной инфраструктурой. Климатические условия на острове в целом благоприятны для ведения подсобного, в том числе фермерского сельского хозяйства.

## Территориальные споры
На остров Кунашир претендует Япония, которая рассматривает острова как исконно японские территории. Согласно правительственному интернет-сайту японского округа Нэмуро, в административно-территориальном делении Японии остров входит в округ Нэмуро префектуры Хоккайдо.
Проблема принадлежности южных Курильских островов обострилась в сентябре 2010 года, когда Д. А. Медведев намеревался посетить острова, но из-за погодных условий поездку совершить не удалось.
1 ноября 2010 года президент Д. А. Медведев первым из советских и российских лидеров посетил остров Кунашир. В этой связи Япония ответила дипломатическим демаршем — Министр иностранных дел Японии Сэйдзи Маэхара отозвал из России «для консультаций» японского посла. Премьер-министр Японии Наото Кан крайне негативно охарактеризовал этот визит: «Мы продолжаем настаивать на том, что эти четыре „северных острова“ — территория Японии. Я думаю, заслуживает сожаления решение президента России посетить этот район». Резкую реакцию Японии на визит российского главы Москва назвала неприемлемой. «Это — наша земля, российский президент посещал российские земли», — заявил глава МИД России Сергей Лавров.
3 июля 2012 года Д. А. Медведев, уже в ранге премьер-министра, повторно посетил остров Кунашир. Правительство Японии по этому поводу выразило очередной протест. В частности, министр иностранных дел Японии Коитиро Гэмба заявил, что «Посещение Медведевым Кунашира — это ушат холодной воды для наших отношений». В ответ на это Д. А. Медведев заявил следующее: «В отношении реакции наших японских партнёров. Мне она безразлична. Настолько безразлична, что даже не хочется тратить время на ответ на этот вопрос».
На острове по инициативе политика Мунэо Судзуки открыт Дом дружбы между российским и японским народами.

## Топографические карты
- Лист карты L-55-XXXII Южно-Курильск. Масштаб: 1 : 200 000. Указать дату выпуска/состояния местности.
- Лист карты L-55-XXXIII влк. Тетя. Масштаб: 1 : 200 000. Указать дату выпуска/состояния местности.
- Лист карты K-55-II Головнино. Масштаб: 1 : 200 000. Состояние местности на 1974-81 год. Издание 1984 г.